# Oratorio di San Bernardo (Bornate)
L'oratorio di San Bernardo si trova a Bornate, una frazione di Serravalle Sesia, a un'altitudine di 650 m.s.l.d.m. Dalla chiesetta, si possono ammirare l'arco alpino e la pianura padana.

## Storia
I lavori di costruzione dell'oratorio ebbero inizio nel corso del XVII secolo dato che non si conosce la data precisa. Nel 1749 si costituì un'amministrazione speciale che diede avvio alla ristrutturazione, grazie soprattutto al contributo di R. D. Alberto Negro, che girando per le case del paese fu in grado di raccogliere una colletta per finanziare i restauri, colletta che non consisteva solo in denaro, ma anche in cibo. I lavori furono ultimati nel 1767, sotto la direzione di Don Francesco Torchio, che, il 15 giugno dello stesso anno, celebrò, proprio in quella chiesetta la prima messa. Ogni anno si festeggiano la festa di San Bernardo e quella di San Rocco.